# 張惠紹
張惠紹（457年—519年），字德繼，義陽人，南齊、南梁官员。

## 生平
張惠紹年少時就有武材，在齊明帝時擔任直閤，後補任竟陵橫桑的戍主。永元初年，他的母親過世在家鄉下葬，聽聞蕭衍起事，就立刻參與，獲任命為中兵參軍，後加寧朔將軍、軍主。蕭衍軍隊到達漢口，蕭衍命令他和軍主朱思遠斷絕長江郢城與魯城的糧運；薛元嗣派郢城的水軍主沈難當以小船意圖突擊，遭張惠紹擊敗並斬殺，其軍器都歸他所有。之後蕭衍軍隊在新林和朱雀時張惠紹也立下戰功，到建康被平定，他就遷任輔國將軍、前軍、直閤及左細仗主。南梁建立，張惠紹受封石陽縣侯，食邑五百戶，遷官驍騎將軍，仍然為直閤、細仗主。當時東昏侯蕭寶卷的數百人餘黨偷偷進入宫殿，燒毀神虎門和殺害衛尉張弘策，他率軍迎戰，斬殺數十名餘黨，於是餘眾四散，張惠紹也因此增邑二百戶，遷任太子右衛率。
天監四年（505年），梁武帝北伐，張惠紹與冠軍長史胡辛生、寧朔將軍張豹子攻打宿預，捉拿城主馬成龍送到建康。他命令部將藍懷恭在水南立城夹击敌人。不久北魏援軍趕到打敗藍懷恭，張惠紹棄守宿預，連夜回到淮陰，宿預回歸北魏所有。兩年後（507年），北魏軍進攻鐘離，朝廷詔令左衛將軍曹景宗監督軍隊支援，據守邵陽。他和馮道根、裴邃等人攻斷魏軍的連橋，近距離交战令魏軍潰敗。他因功增邑三百戶，轉為左驍騎將軍，很快就出為持節、都督北兗州諸軍事、冠軍將軍、北兗州刺史。北魏宿預、淮陽兩個城池投降南梁，張惠紹在招撫二城一事上有功，故進號智武將軍，增封二百戶，又入朝擔任衛尉卿，遷官左衛將軍、出任持節、都督司州諸軍事、信威將軍、司州刺史、領任安陸太守。他在州處事和洽，令官民都擁戴他。
其後張惠紹徵還為左衛將軍，加通直散騎常侍，賜百人甲仗，可以直衛殿內。天監十八年（519年）他去世，虛歲六十三。朝廷下詔稱讚他的功績，贈官護軍將軍，賜鼓吹一部，布百匹，蠟二百斤。諡忠，子張澄嗣爵。

## 引用
1. 1 2  《梁書·卷十八·列傳第十二》：張惠紹，字德繼，義陽人也。少有武幹。齊明帝時為直閤，後出補竟陵橫桑戍主。永元初，母喪歸葬於鄉里。聞義師起，馳歸高祖，板為中兵參軍，加寧朔將軍、軍主。師次漢口，高祖使惠紹與軍主朱思遠遊遏江中，斷郢、魯二城糧運。郢城水軍主沈難當帥輕舸數十挑戰，惠紹擊破，斬難當，盡獲其軍器。義師次新林、朱雀，惠紹累有戰功。建康城平，遷輔國將軍、前軍，直閤、左細仗主。
2. 1 2  《南史·卷五十五·列傳第四十五》：張惠紹字德繼，義陽人也。少有武幹，仕齊為竟陵橫桑戍主。母喪歸鄉里。聞梁武帝起兵，乃自歸，累有戰功。
3. ↑  《梁書·卷十八·列傳第十二》：高祖踐阼，封石陽縣侯，邑五百戶。遷驍騎將軍，直閤、細仗主如故。時東昏餘黨數百人，竊入南北掖門，燒神虎門，害衛尉張弘策。惠紹馳率所領赴戰，斬首數十級，賊乃散走。以功增邑二百戶。遷太子右衛率。
4. ↑  《南史·卷五十五·列傳第四十五》：武帝踐阼，封石陽縣侯，位驍騎將軍、直合、左細仗主。時東昏餘黨數百人竊入南、北掖門，夜燒神獸門，害衛尉張弘策。惠紹馳率所領赴戰，賊乃散走。遷太子右衛率，以軍功累增爵邑。
5. ↑  《梁書·卷十八·列傳第十二》：天監四年，大舉北伐，惠紹與冠軍長史胡辛生、寧朔將軍張豹子攻宿預，執城主馬成龍，送于京師。使部將藍懷恭于水南立城為掎角。俄而魏援大至，敗陷懷恭，惠紹不能守，是夜奔還淮陰，魏復得宿預。六年，魏軍攻鐘離，詔左衛將軍曹景宗督衆軍為援，進據邵陽。惠紹與馮道根、裴邃等攻斷魏連橋，短兵接戰，魏軍大潰。以功增邑三百戶，還為左驍騎將軍。尋出為持節、都督北兗州諸軍事、冠軍將軍、北兗州刺史。魏宿預、淮陽二城內附，惠紹撫納有功，進號智武將軍，益封二百戶。入為衛尉卿，遷左衛將軍。出為持節、都督司州諸軍事、信威將軍、司州刺史、領安陸太守。在州和理，吏民親愛之。
6. ↑  《南史·卷五十五·列傳第四十五》：歷位衛尉卿，左衛將軍，司州刺史，領安陸太守。在州和理，吏人親愛之。
7. ↑  《梁書·卷十八·列傳第十二》：徵還為左衛將軍，加通直散騎常侍，甲仗百人，直衛殿內。十八年，卒，時年六十三。詔曰：「張惠紹志略開濟，幹用貞果。誠勤義始，績聞累任。爰居禁旅，盡心朝夕。奄至殞喪，惻愴于懷。宜追寵命，以彰勳烈。可贈護軍將軍，給鼓吹一部，布百匹，蠟二百斤。諡曰忠。」子澄嗣。
8. ↑  《南史·卷五十五·列傳第四十五》：征還為左衛將軍，加通直散騎常侍，甲仗百人，直衛殿中。卒，諡曰忠。

## 延伸阅读
[在维基数据编辑]
 《梁書/卷18》，出自姚思廉《梁書》
 《南史·卷55》，出自李延壽《南史》